# 빛과 그림자의 로망
〈빛과 그림자의 로망〉(일본어: 光と影のロマン 히카리토카게노로망[*])은 우토쿠 케이코의 아홉 번째 싱글이다.

## 개요
커플링곡인 〈Eternity〉는 세토 아사카에서 제공한 곡으로 2번째 앨범 《얼음》에서도 〈ETERNITY〉로 수록되어있지만, 이번 작품에서는 편곡을 바꿔 롱버전이 되어있고, 세토 아사카의 앨범에 수록되어있는 형태에 가깝다(작사는 다소 다르게 되어있다).
비디오 클립은 〈이상한 세계〉 이래의 풀밴드 형식으로 촬영이 행해졌다. 또, 이 촬영과 동시에, 카펜터스의 〈Close to you〉를, 기타 연주만으로 부르는 우토쿠의 영상이 수록되어있다. 이 영상은 당시의 CD NEWS만으로 방송됐다. 또, 〈빛과 그림자의 로망〉의 TV 스폿에서도 이 〈Close to you〉의 가창영상의 일부가 사용되어있다. 콘서트에서는 본편 라스트에 연주되는 것이 많은, 우토쿠의 대표곡의 하나이다.

## 수록곡
1. 빛과 그림자의 로망(光と影のロマン)
  - 작사 · 작곡: 우토쿠 케이코, 편곡: 이케다 다이스케
2. Eternity (싱글 버전)
  - 작사 · 작곡: 우토쿠 케이코, 편곡: UK Project
3. 빛과 그림자의 로망 (Original Karaoke)
4. Eternity (싱글 버전) (Original Karaoke)

## 타이업
- 요미우리 TV · 닛폰 TV계 전국 넷 애니메이션 《명탐정 코난》 세 번째 닫는 곡 (#1)

| TV 애니메이션 《명탐정 코난》 닫는 곡 1997년 3월 17일 (52화) ~ 1997년 8월 4일 (70화) |                                      |                                    |
| 이전 곡: 히스 〈미궁의 연인들〉                                                      | 우토쿠 케이코 〈빛과 그림자의 로망〉 | 다음 곡: DEEN 〈그대가 없는 여름〉 |